# Fosforilación a nivel de sustrato

Fosforilación a nivel de sustrato.

La fosforilación a nivel de sustrato es una reacción química que se puede definir como la producción de ATP (o GTP) a partir de ADP (o GDP) combinada a una transformación enzimática de un sustrato, reacción en la que no está implicada la fosforilación oxidativa ni una ATP sintasa. Lo que generalmente ocurre es que un sustrato de alta energía fosfatado, cede su fosfato de alta energía al ADP.

## Mecanismo bioquímico
En la fosforilación oxidativa la energía necesaria para la fosforilación del ADP procede de la cascada de electrones en la cadena de transporte electrónico y es debido al gradiente de protones que se forma. Por el contrario, en la fosforilación a nivel de sustrato la energía necesaria para la fosforilación procede de la propia reacción enzimática que sufre el sustrato orgánico. La fosforilación a nivel de sustrato es la forma que tienen las fermentaciones de producir ATH.

## Ejemplos

### En la glucólisis
Un ejemplo de fosforilación a nivel de sustrato es la conversión de fosfoenolpiruvato a piruvato en la última reacción de la glicólisis, con producción de ATP. La enzima que cataliza esta reacción es la piruvato quinasa. El fosfato que se encontraba unido al fosfoenolpiruvato acaba uniéndose a ADP, formando ATP, mientras que el fosfoenolpiruvato se convierte inicialmente en enolpiruvato, pero este al pH reinante en el interior celular casi inmediatamente origina cetopiruvato (o simplemente piruvato, como se acuerda en denominar). Esta transformación de la forma enol a la forma ceto es muy exergónica, lo que impulsa todo el conjunto de la reacción a la derecha.

### En el ciclo de Krebs
Otro ejemplo de reacción en la que se produce una fosforilación a nivel de sustrato es la formación de succinato a partir de succinil-CoA en el ciclo de Krebs, con formación simultánea de GTP. La enzima implicada es la succinil-CoA sintetasa. En este caso, el sustrato implicado, el succinil-CoA es una molécula que tiene un enlace tioéster muy energético, entre la CoA y el grupo succinil. La hidrólisis del tioéster es una reacción muy exergónica, que sirve para impulsar la reacción. Primero, un fosfato inorgánico pasa al grupo succinilo, y después es transferido a un residuo de histidina de la enzima, para pasar finalmente al GDP, formando GTP. Después, el GTP, en otra reacción posterior, puede originar enzimáticamente ATP, al cederle un fosfato al ADP. 
Este es el único ATP que se forma directamente en el ciclo de Krebs, ya que el resto del ATP generado en la respiración celular se produce en dos fosforilaciones de la glicólisis citosólica y sobre todo, en la fosforilación oxidativa que ocurre en la membrana mitocondrial interna, la cual es un proceso completamente diferente.

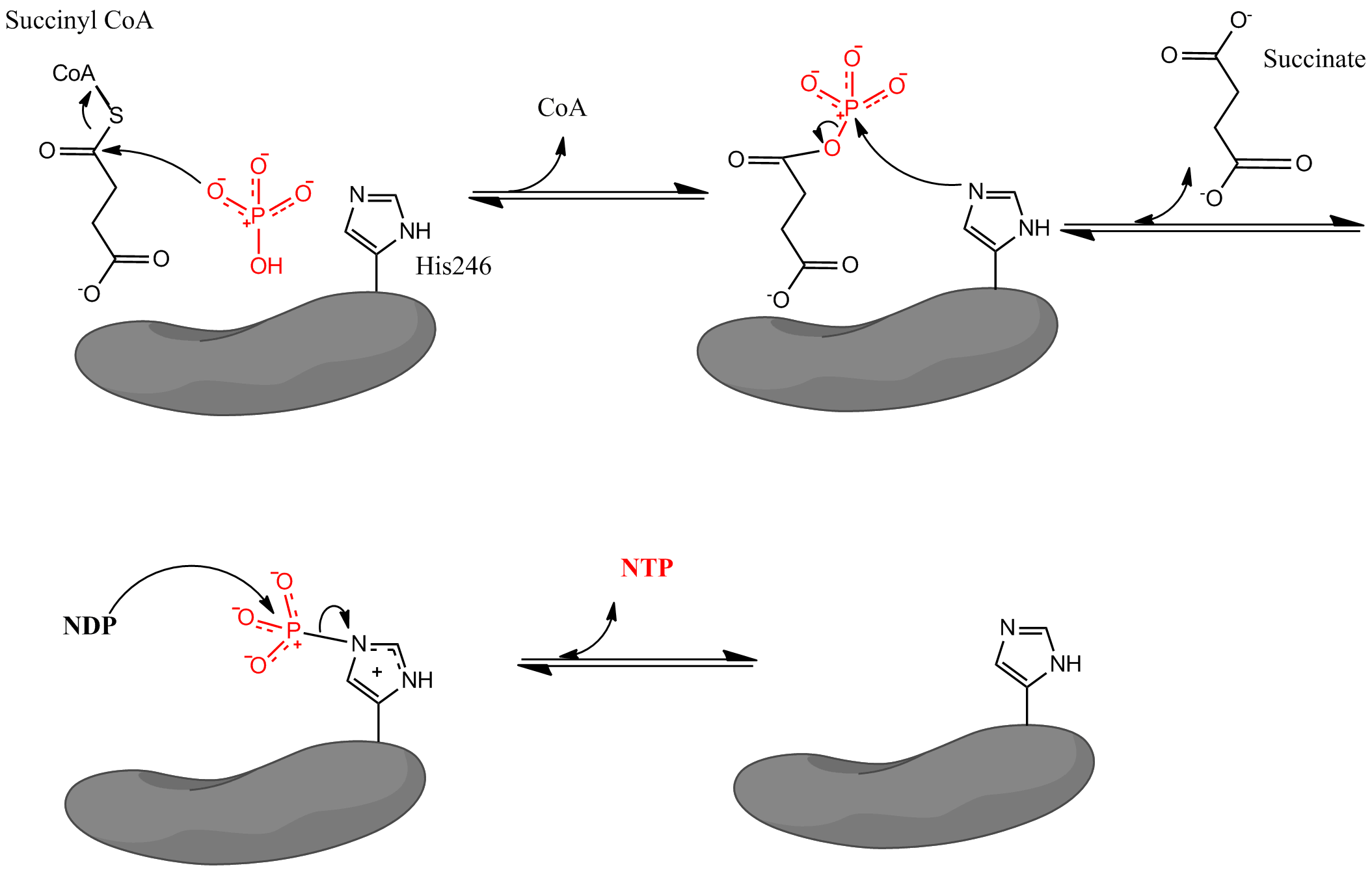
Mecanismo de reacción de la succinil-CoA sintetasa.